# Eurobeat
Eurobeat är en musikgenre som härstammar från 80-talets italodisco. Genren kännetecknas av ett snabbt tempo och en glad melodi. Eurobeatmusik produceras främst i Italien men även i Japan och dess främsta marknad är Japan och Kina.

## Inom kultur
- I den Japanska anime serien Initial D används eurobeat genren ofta.